# Mathilde de Carinthie
Mathilde de Carinthie, née en 1108 et morte le 13 décembre 1160 ou 1161, est une princesse de la maison de Sponheim, fille du duc Engelbert de Carinthie et de Ute de Passau (v. 1050 - † 1140). Elle est la mère d'Adèle de Champagne, reine des Francs.

## Biographie
La vie de Mathilde est peu connue. Ses ascendants étaient venus de Sponheim en Franconie au duché de Carinthie faisant partie de la suite de l'empereur Conrad II le Salique († 1039).
Son père le comte Engelbert II de Sponheim († 1141), par son mariage avec Uta, fille du burgrave Ulrich de Passau, a obtenu de nombreux biens autour de Kraiburg en Bavière. En Carinthie, les Sponheim ont créé l'abbaye Saint-Paul du Lavanttal vers 1091. Engelbert a été nommé margrave d'Istrie par le roi Henri V du Saint-Empire en 1108 ; il a été témoin du couronnement impérial de Henri le 13 avril 1111 et de la conclusion du concordat de Worms en 1122. L'année suivante, il est nommé duc de Carinthie et margrave de Vérone succédant à son frère aîné Henri IV.
En novembre 1125, à la Diète de Ratisbonne convoquée par le nouveau roi Lothaire III, les émissaires du comte Thibaut IV de Blois (1093-1152) ont demandé Mathilde de Sponheim en mariage. L'union a été arrangée avec l'aide du prêtre Norbert de Xanten. Son mari, comte de Champagne (Thibaud II), de Troyes et de Meaux, comte de Blois et de Chartres, entretenait une relation ambivalente avec son seigneur le roi Louis VI le Gros.
En 1151 ou 1152, probablement après son veuvage, elle fonde avec Héloïse, abbesse du Paraclet, l'abbaye-fille de La Pommeraie. À sa mort en 1160, elle est alors inhumée dans l'église de cette abbaye.
De son mariage avec Thibaut sont nés les enfants suivants : 
- Henri Ier le Libéral (1126-1182), comte de Champagne et de Brie ;
- Marie (1128-v.1190), épouse en 1145 Eudes II, duc de Bourgogne ;
- Mahaut (?-v.1130), décédée jeune ;
- Thibaut V le Bon (1130-1191), comte de Blois et de Chartres, connétable de France ;
- Isabelle (1130-v.1180), épouse en 1139 Roger de Sicile, mort en 1148, duc d'Apulie, épouse en secondes noces en 1150 Guillaume IV de Gouët, mort en 1170, seigneur de Montmirail ;
- Étienne Ier (1133-1191), comte de Sancerre ;
- Guillaume aux Blanches Mains (1135-1202), archevêque de Reims, cardinal et légat pontifical ;
- Agnès (1138-1207), épouse en 1155 Renaud II, comte de Bar ;
- Mathilde (?-1184), épouse avant 1160 Rotrou IV, mort en 1191, comte du Perche ;
- Adèle (1140 - 4 juin 1206), épouse en 1160 Louis VII le Jeune, roi de France ;
- Marguerite, religieuse à l'abbaye Notre-Dame de Fontevraud.

Elle est inscrite au nécrologe de la cathédrale Notre-Dame de Chartres, avec cette mention : « Decorem domûs Dei diligens, huic ecelesioe-plura contulit ornamenta »,.